# 5198 Fongyunwah
5198 Fongyunwah eller 1975 BP1 är en asteroid i huvudbältet som upptäcktes den 16 januari 1975 av Purple Mountain-observatoriet i Nanjing, Kina. Den är uppkallad efter Yun-Wah Fong.
Asteroiden har en diameter på ungefär 16 kilometer och den tillhör asteroidgruppen Themis.